# Apple River (Illinois)
Pour les articles homonymes, voir Apple River.
Apple River est un village du comté de Jo Daviess, en Illinois, aux États-Unis. Il est incorporé le 31 juillet 1876,. Lors du recensement de 2010, la ville comptait une population de 366 habitants.

## Source de la traduction
- (en) Cet article est partiellement ou en totalité issu de l’article de Wikipédia en anglais intitulé « Apple River, Illinois » (voir la liste des auteurs).